# Volo China Southern Airlines 3456
Il volo China Southern Airlines 3456 (CZ3456/CSN3456) era un volo di linea passeggeri nazionale dall'aeroporto Internazionale di Chongqing-Jiangbei all'aeroporto di Shenzhen Huangtian (ora aeroporto di Shenzhen-Bao'an). L'8 maggio 1997, un Boeing 737-300 operante sulla rotta si schiantò durante il secondo tentativo di atterraggio durante un temporale. Il numero di volo 3456 è ancora utilizzato da China Southern per la rotta Chongqing-Shenzhen, ma ora operato da Airbus A320 o Boeing 737 Next Generation.

## L'aereo
Il velivolo coinvolto era un Boeing 737-31B, marche B-2925, numero di serie 27288, numero di linea 2577. Volò per la prima volta nel gennaio 1994 e venne consegnato a China Southern Airlines nel febbraio 1994. Era equipaggiato con 2 motori turboventola CFMI CFM56-3B1. Al momento dell'incidente, l'aereo aveva circa tre anni e aveva accumulato più di 8 500 ore di volo.

## L'equipaggio
Il comandante era il 45enne Lin Yougui (cinese: 林友贵), che aveva più di 12 700 ore di esperienza di volo totali, di cui 9 100 come operatore radio e 3 600 ore come pilota. Il primo ufficiale era Kong Dexin (孔德 新) di 36 anni, che aveva accumulato oltre 15 500 ore di volo, di cui 11 200 ore come ingegnere di volo e 4 300 ore come pilota.

## L'incidente
L'8 maggio 1997, il volo 3456 decollò dall'aeroporto internazionale di Chongqing Jiangbei alle 19:45 ora locale (UTC+8), con arrivo previsto all'aeroporto di Shenzhen Huangtian alle 21:30. Alle 21:07, il controllore di avvicinamento dell'aeroporto di Shenzhen autorizzò il volo all'avvicinamento verso la pista 33. Alle 21:17, la torre informò l'equipaggio della forte pioggia sul finale, riferendo di avvisare all'individuazione la pista. Alle 21:18:07, l'equipaggio dichiarò di aver stabilito l'avvicinamento ILS. Alle 21:18:53, l'equipaggio informò l'ATC di aver individuato le luci di avvicinamento e il controllore autorizzò l'aereo ad atterrare. Il controllore fu in grado di vedere le luci di atterraggio dell'aereo, ma non ne fu sicuro a causa della pioggia. Alle 21:19:33, l'aereo atterrò a sud della pista e rimbalzò tre volte, causando danneggiamenti al carrello anteriore, ai sistemi idraulici e ai flap. L'equipaggio decise di riattaccare.
L'aereo virò a sinistra salendo fino a 3 900 piedi (1 200 m). All'equipaggio fu chiesto di accendere il transponder per mostrare all'ATC la propria posizione, ma il radar di sorveglianza secondario non riceveva alcun segnale dall'aereo, indicando che il transponder era spento. Alle 21:23:57, l'equipaggio informò l'ATC che si trovava sul lato "sottovento" e chiese ad altri velivoli di liberare lo spazio aereo per l'atterraggio del volo 3456. Alle 21:23:40, l'equipaggio dichiarò un'emergenza e chiese di essere autorizzato nuovamente per l'avvicinamento. In quei momenti, l'allarme principale, quello del sistema idraulico e quello del carrello erano tutti attivati nella cabina di pilotaggio. Alle 21:24:58, l'equipaggio chiese un pieno supporto di emergenza all'aeroporto. L'aereo poi virò di nuovo, riferendo di star avvicinandosi da sud, e venne autorizzato. Alle 21:28:30, l'aereo uscì di pista, si ruppe in tre parti e prese fuoco, provocando la morte di 33 passeggeri e 2 membri dell'equipaggio.

## I tentativi di atterraggio
Il primo tentativo di atterraggio avvenne verso nord. I detriti del carrello anteriore vennero trovati sparsi vicino all'estremità meridionale della pista, indicando che lo pneumatico anteriore sinistro era esploso durante il primo contatto. Sulla superficie della pista si potevano anche trovare altre parti tra cui rivetti, lamiere, tubi di gomma e clip di fissaggio.
Il secondo tentativo di atterraggio avvenne verso sud. Un chiaro graffio superficiale dovuto alla fusoliera venne trovato a 427 metri (1 401 ft) dalla testata della pista. L'aereo si disintegrò dopo aver strisciato per circa 600 metri (2 000 ft) sulla pista ed esplose in fiamme. La parte centrale della fusoliera e il bordo d'uscita dell'ala destra ricevettero i danni da fuoco più gravi. La sezione anteriore della fusoliera era lunga 12 metri ed aveva il muso rivolto a nord, parzialmente danneggiato, ma non mostrava nessun segno di bruciatura. L'abitacolo, deformato, era riempito da una grande quantità di fango. La sezione posteriore era relativamente intatta e l'unica sezione non distrutta. Il carrello di atterraggio principale sinistro e il motore destro erano sparsi sul lato sinistro della pista.